# Montaimont
Montaimont is een plaats en voormalige gemeente in het Franse departement Savoie in de regio Auvergne-Rhône-Alpes. De plaats maakt deel uit van het arrondissement Saint-Jean-de-Maurienne en sinds 1 januari 2017 van de gemeente Saint François Longchamp.

## Geografie
De oppervlakte van Montaimont bedraagt 26,4 km², de bevolkingsdichtheid is 5,2 inwoners per km².
De onderstaande kaart toont de ligging van Montaimont met de belangrijkste infrastructuur en aangrenzende gemeenten.

## Demografie
Onderstaande figuur toont het verloop van het inwonertal.